# Ванькович Станіслав Станіславович
Станіслав Станіславович Ванькович (пол. Stanisław Wańkowicz;  4 листопада 1885 — 24 червня 1943) — дипломат. Сенатор II та III скликань Польської Республіки (1928—1935рр).

## Біографія
Народився 4 листопада 1885 року у Смоленській губернії в родині зем'ян. Був сином Станіслава Олександровича Ваньковича (Stanisław Wańkowicz (Senior)), військово-морського офіцера, депутата Державної Думи і Олени Оскієрко-Ванькович.
Закінчив реальне училище у Смоленську. Навчався на факультеті хімії (1903—1905) та факультеті інженерної механіки (1905—1906) Ризького університету.
Після закінчення школи керував господарством у сімейному помісті (близько 12 000 десятин, тобто 17480 га). У 1916 році одружився з Олександрою Хорват, з якою в них було троє дітей: Чарльз, Ендрю і дочка Тереза.
Після 1917 року Станіслав Ванькович разом із родиною переїхав до Польщі, де займався підприємницькою та громадською діяльністю.
У 1918 році член польської місії в Києві при гетьмані Павлу Скоропадському (Українська держава), яку очолював його батько Станіслав Ванькович.
У 1918 рр. — аташе Посольства Української Держави у Відні.

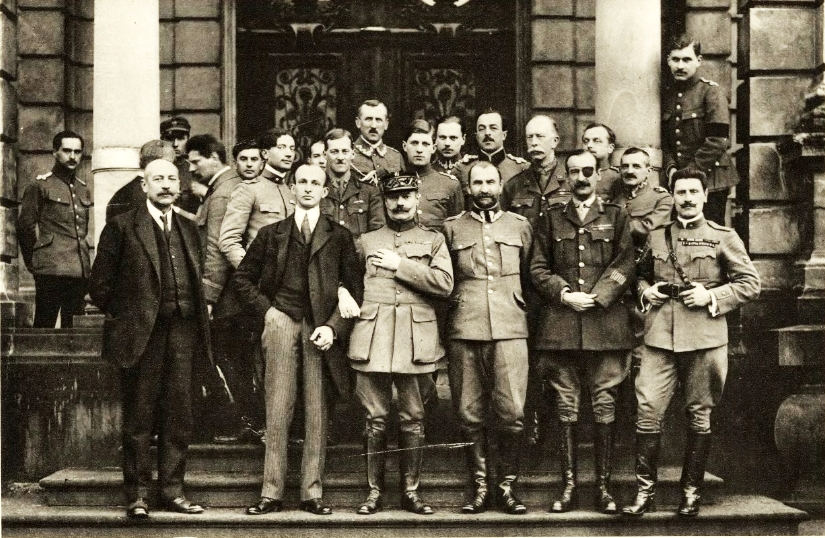
Союзна місія у Львові, лютий 1919 р. Зліва направо: Станіслав Ванькович, Роберт Говард Лорд, генерал Жозеф Бартелемі, генерал Тадеуш Розвадовський, генерал Адріан Картон де Віарт, генерал-майор Джузеппе Стабіле

Згодом працював віце-президентом сільськогосподарського товариства і президентом аграріїв у Ліді. Друкувався у виданні «Слово» у Вільнюсі, де опублікував статті на економічну тематику, вів дискусії з питань аграрної реформи. У 1925 році був членом Опікунської ради кресів. У 1926 році приєднався у Вільнюсі до груп із консервативними і ліберальними поглядами. У 1933 році вступив до консервативної партії, де обирався віце-президентом. У 1936 році був віце-головою Головної ради зем'янських організацій. Між 1928 до 1935 протягом двох термінів був сенатором від BBWR. Збережені документи показують, що Станіслав Ванькович як сенатор брав активну участь у роботі Сенату. З 1937 року був одним із керівників Консервативної партії. 24 червня 1943 року загинув від рук есесівців, котрі розстріляли весілля його доньки Терези.